# 逆戰救援
《逆戰救援》（英語：Baaghi 2）是一部2018年印度印地語動作驚悚片，由艾哈邁德·罕執導，納迪亞德瓦拉外孫娛樂製作，泰格·史洛夫、蒂莎·帕塔妮、曼努吉·巴帕依、達尚·庫馬爾、普拉特克·巴巴爾、蘭迪普·弘達、迪帕克·迪布里亞爾和芭比·夏馬（Arravya Sharma）主演。本片為《為愛叛逆》系列電影的第二部作品，翻拍自2016年泰盧固語電影《刹那間》，講述一名軍官為了前女友遭人綁架的女兒，深入追查並與毒販展開對抗。
《逆戰救援》於2017年8月展開主要拍攝工作，拍攝地點包括孟買、浦那、果阿、馬納利、拉達克、中國和泰國。總預算為5.9億盧比，其中包括印刷品和宣傳費用。本片2018年3月30日在全球上映。影評界對電影的評價褒貶不一，稱讚動作場面及拍攝技術層面，但批評了節奏和劇本。電影全球票房約25.4億盧比，成為2018年票房第七高的印地語電影。

## 劇情
印度陸軍上尉蘭維爾·「朗尼」·普拉塔普·辛格與前女友妮哈·拉瓦特分離兩地，某日接到了對方的來電。他們在同一所大學學習並想結婚，但女方父親馬亨德拉·拉瓦特安排妮哈與企業家謝卡爾·薩岡卡成婚。仍愛著妮哈的朗尼來到果阿找她，妮哈稱自己的5歲女兒瑞亞遭歹徒綁架，但包含謝卡爾，沒有人能幫到忙。朗尼還得知謝卡爾的弟弟桑尼是個癮君子，常常去她家。
朗尼私下展開調查，並因一次襲警事件而結識了副監察長阿傑·薛吉爾，對方是朗尼指揮官蘭吉特·辛格·瓦利亞上校的朋友。朗尼還認識了行動不便的當地旅行社代理人奧斯曼·蘭格拉，之後發現對方正在參與販毒活動。朗尼向烏斯曼詢問瑞亞的狀況，但烏斯曼似乎一無所知。朗尼冒充成警察阿南德·泰吉，拜訪謝卡爾，並得知夫妻倆沒有孩子。謝卡爾回憶說，妮哈在學校前被兩名蒙面歹徒襲擊，想要偷她的車。妮哈陷入昏迷，康復後開始聲稱自己有個女兒瑞亞。朗尼透過監視起影像得知，蒙面歹徒確實襲擊了妮哈，但從頭到尾都未看見瑞亞的身影，令朗尼對妮哈的精神狀況產生了懷疑。
朗尼與妮哈對質，對方堅持瑞亞的存在。朗尼看到牆上有孩子的身高標記，當他回過神來，妮哈在他面前跳樓自殺。薛吉爾和警務處助理處長「LSD」洛哈·辛格·杜爾調查此案。阿南德·泰亞吉被兩名身份不明的殺手殺害，而烏斯曼向朗尼承認自己看到桑尼綁架了瑞亞。朗尼抓住了桑尼，後來桑尼在審訊期間奪走了薛吉爾的槍而與LSD對峙，薛吉爾出於自衛而殺死了桑尼。同一天晚上，殺害泰吉的兇手襲擊了烏斯曼，朗尼擊敗了他們，但烏斯曼因傷重不治身亡。朗尼從一名殺手的手機得知，殺人指示是由薛吉爾發出。朗尼前往薛吉爾位於森林中的一處傭兵營地，朗尼開始獨自對抗薛吉爾的俄羅斯傭兵團，最終成功殺光了傭兵們。
朗尼與薛吉爾對峙，但被對方開槍打傷。薛吉爾透露謝卡爾想要殺死瑞亞並安排了對妮哈的襲擊；長期從事販毒的薛吉爾發現瑞亞被桑尼拘留，於是與謝卡爾達成協議，在謝卡爾幫自己完成毒品托運前，瑞亞將一直待在薛吉爾身旁。謝卡爾想讓妮哈受苦，所以按照計畫說服朋友和家人假裝瑞亞根本不存在，謊稱妮哈無法承受女兒的死而精神錯亂。薛吉爾在對朗尼動手前，聽見一切的LSD射殺了薛吉爾，並救出了瑞亞。謝卡爾被捕，並透露早透過一份醫療報告證實自己不孕，知曉瑞亞不是自己的女兒。朗尼記得與妮哈的最後一次會面：妮哈邀請他參加自己的婚禮，但相愛的兩人發生了性行為。朗尼發現瑞亞是自己的女兒而走向她，更產生了妮哈對自己微笑的幻覺。

## 演員
- 泰格·史洛夫飾演蘭維爾·「朗尼」·普拉塔普·辛格上尉（Captain Ranveer "Ronny" Pratap Singh）
- 蒂莎·帕塔妮飾演妮哈·薩岡卡（Neha Salgaonkar）
- 曼努吉·巴帕依飾演副監察長阿傑·薛吉爾（DIG Ajay Shergill）
- 達尚·庫馬爾（英语：Darshan Kumar）飾演謝卡爾·薩岡卡（Shekhar Salgaonkar）
- 普拉特克·巴巴爾（英语：Prateik Babbar）飾演桑尼·薩岡卡（Sunny Salgaonkar）
- 蘭迪普·弘達飾演警務處助理處長「LSD」洛哈·辛格·杜爾（ACP Loha Singh Dhull "LSD"）
- 迪帕克·迪布里亞爾（英语：Deepak Dobriyal）飾演奧斯曼·蘭格拉（Usman Langda）
- 芭比·夏馬（Arravya Sharma）飾演瑞亞（Rhea）
- 沙荷·巴德瓦吉（Shaurya Bhardwaj）飾演蘭吉特·辛格·瓦利亞上校（Col. Ranjit Singh Walia）
- 維平·夏瑪（英语：Vipin Sharma）飾演馬亨德拉·拉瓦特（Mahendra Rawat）
- 賈桂琳·費南迪斯飾演莫希尼（Mohini，〈一、二、三（英语：Ek Do Teen (song)）〉）

## 製作
2017年5月1日，泰格·史洛夫在Twitter帳戶上發布了本片的首張海報。最初，有報導稱賈桂琳·費南迪斯和克莉蒂·山濃考慮擔任女主角。2017年6月，蒂莎·帕塔妮在與史洛夫進行試鏡後被選角。史洛夫前往香港跟隨程小東接受武術訓練，而帕塔妮則接受了特技訓練。2017年7月，納迪亞德瓦拉選擇普拉特克·巴巴爾飾演反面角色。
《逆戰救援》於2017年8月8日展開主要拍攝工作。拍攝地點包括孟買、浦那、果阿、馬納利、拉達克、中國和泰國。史洛夫在片中的酷刑場景是在演員完全赤裸的情況下拍攝而成。

## 外部連結
- 互联网电影数据库（IMDb）上《逆戰救援》的资料（英文）
- 爛番茄上《逆戰救援》的資料（英文）
- 《逆戰救援》的Bollywood Hungama頁面